# Nati nel 1936/Ottobre
| Questa pagina contiene informazioni ricavate automaticamente dalle voci biografiche con l'ausilio del template Bio e di un bot. L'aggiornamento è periodico e automatico e ricostruisce completamente la pagina. Se manca una persona in questa lista, sei pregato di non aggiungerla, ma accertati piuttosto che la sua voce biografica contenga il template Bio e che i dati anagrafici siano correttamente compilati. Se il template Bio manca, inseriscilo tu stesso o, in alternativa, metti l'avviso {{tmp\|Bio}} che ne segnala la mancanza. Se i dati riportati sono sbagliati, correggi direttamente la voce biografica; le modifiche saranno visibili in questa lista entro pochi giorni. Per chiarimenti vedi il progetto biografie. La lista contiene solo le 215 persone che sono citate nell'enciclopedia e per le quali è stato implementato correttamente il template Bio. Pagina aggiornata al 18 ago 2025. |

- 1º ottobre - Duncan Edwards, calciatore inglese († 1958)
- 1º ottobre - Toralf Engan, ex saltatore con gli sci norvegese
- 1º ottobre - Antoinette Fouque, psicanalista e politica francese († 2014)
- 1º ottobre - Lelia Goldoni, attrice statunitense († 2023)
- 1º ottobre - Walter Pichler, architetto, artista e scultore austriaco († 2012)
- 1º ottobre - Edward Villella, ballerino e coreografo statunitense
- 1º ottobre - Gerald Young, calciatore inglese († 2020)
- 2 ottobre - Dick Barnett, cestista e allenatore di pallacanestro statunitense († 2025)
- 2 ottobre - Feliciano Belmonte Jr., politico filippino
- 2 ottobre - Connie Dierking, cestista statunitense († 2013)
- 2 ottobre - Tullio Pericoli, pittore, disegnatore e illustratore italiano
- 2 ottobre - Ferdinando Salleo, diplomatico italiano
- 3 ottobre - Arthur De Cabooter, ciclista su strada e pistard belga († 2012)
- 3 ottobre - Viktor Kanevs'kyj, calciatore e allenatore di calcio sovietico († 2018)
- 3 ottobre - ʿAmr Mūsā, diplomatico e politico egiziano
- 3 ottobre - Steve Reich, compositore statunitense
- 4 ottobre - Christopher Alexander, architetto austriaco († 2022)
- 4 ottobre - Tulsidas Balaram, calciatore indiano († 2023)
- 4 ottobre - Charlie Hurley, calciatore e allenatore di calcio irlandese († 2024)
- 4 ottobre - Henry Kamen, storico britannico
- 4 ottobre - Gianni Lommi, pugile italiano († 2013)
- 4 ottobre - Franco Putzolu, illustratore e disegnatore italiano († 2011)
- 4 ottobre - Hannu Salama, scrittore finlandese
- 4 ottobre - Cosimo Scaglioso, politico e pedagogista italiano
- 4 ottobre - Francesco Zoppetti, politico e operaio italiano
- 5 ottobre - Gérard Aygoui, calciatore francese († 2021)
- 5 ottobre - Ken Bracewell, allenatore di calcio e ex calciatore inglese
- 5 ottobre - Flavio Frontali, calciatore italiano († 1991)
- 5 ottobre - Jean-Noël Grinda, ex tennista francese
- 5 ottobre - Václav Havel, politico, drammaturgo e saggista ceco († 2011)
- 5 ottobre - Dino Siani, pianista, compositore e arrangiatore italiano († 2017)
- 5 ottobre - Adrian Smith, ex cestista statunitense
- 6 ottobre - Cesare Acutis, critico letterario e traduttore italiano († 1987)
- 6 ottobre - Umberto di Capua, manager e diplomatico italiano
- 6 ottobre - Elmar Fischer, vescovo cattolico austriaco († 2022)
- 6 ottobre - Tommy Kearns, ex cestista statunitense
- 6 ottobre - Robert Langlands, matematico canadese
- 6 ottobre - Paolo Savona, economista e politico italiano
- 6 ottobre - Sandra Voe, attrice scozzese
- 7 ottobre - Achille Baldini, ex calciatore italiano
- 7 ottobre - Charles Dutoit, direttore d'orchestra svizzero
- 7 ottobre - Franc Kramberger, arcivescovo cattolico sloveno
- 8 ottobre - Gary Alcorn, cestista statunitense († 2006)
- 8 ottobre - Barbara Rosemary Grant, biologa e zoologa britannica
- 8 ottobre - Leonid Vjačeslavovič Kuravlëv, attore sovietico († 2022)
- 8 ottobre - Giancarlo Martini, ciclista su strada italiano († 2018)
- 8 ottobre - Enrico Nicoletti, imprenditore e criminale italiano († 2020)
- 8 ottobre - Peter Swan, calciatore e allenatore di calcio inglese († 2021)
- 9 ottobre - Sverre Andersen, calciatore e allenatore di calcio norvegese († 2016)
- 9 ottobre - Brian Blessed, attore e doppiatore britannico
- 9 ottobre - Nicole Croisille, attrice, cantante e danzatrice francese († 2025)
- 9 ottobre - Erhard Fappani, pittore svizzero († 1999)
- 9 ottobre - Jelena Genčić, tennista, pallamanista e allenatrice di tennis jugoslava († 2013)
- 9 ottobre - Ėdmond Keosajan, regista sovietico († 1994)
- 9 ottobre - Agnieszka Osiecka, scrittrice, poetessa e paroliera polacca († 1997)
- 9 ottobre - Pino Passalacqua, regista e sceneggiatore italiano († 2003)
- 9 ottobre - Franco Selleri, fisico italiano († 2013)
- 9 ottobre - Oriano Tassinari Clò, giornalista e saggista italiano († 1995)
- 9 ottobre - Angelo Vicardi, ginnasta italiano († 2006)
- 10 ottobre - Judith Chalmers, conduttrice televisiva britannica
- 10 ottobre - Gerhard Ertl, fisico tedesco
- 10 ottobre - Borja Huidobro, architetto cileno
- 10 ottobre - Hideo Kanekawa, ex cestista giapponese
- 10 ottobre - Khennane Mahi, ex calciatore algerino
- 10 ottobre - Ray Pointer, calciatore inglese († 2016)
- 10 ottobre - Josie Urpani, ex calciatore maltese
- 11 ottobre - Jean-Maurice Dehousse, politico belga († 2023)
- 11 ottobre - Antonio Fazio, economista italiano
- 11 ottobre - Gordon Fullerton, astronauta, ingegnere e militare statunitense († 2013)
- 11 ottobre - Billy Higgins, batterista statunitense († 2001)
- 11 ottobre - James M. McPherson, storico statunitense
- 11 ottobre - Helmi Ibrahim Mohamed, ex cestista egiziano
- 11 ottobre - Larry Staverman, cestista e allenatore di pallacanestro statunitense († 2007)
- 11 ottobre - Carlo Tani, politico italiano († 1999)
- 11 ottobre - Paul Vandenberg, ex calciatore belga
- 11 ottobre - Alberto Vázquez-Figueroa, scrittore, giornalista e sceneggiatore spagnolo
- 11 ottobre - Tom Zé, cantante, compositore e polistrumentista brasiliano
- 12 ottobre - Carlo Jean, generale e scrittore italiano
- 12 ottobre - Philip Johnson-Laird, psicologo britannico
- 12 ottobre - Osman Seidu, calciatore ghanese († 1969)
- 13 ottobre - José Luis Azcueta, calciatore spagnolo († 2014)
- 13 ottobre - Shirley Bunnie Foy, cantante e percussionista statunitense († 2016)
- 13 ottobre - Elizabeth Furse, politica e attivista keniota († 2021)
- 13 ottobre - Cliff Gorman, attore statunitense († 2002)
- 13 ottobre - Tony Knapp, calciatore e allenatore di calcio inglese († 2023)
- 13 ottobre - Jim McMullan, attore statunitense († 2016)
- 13 ottobre - Judi Meredith, attrice statunitense († 2014)
- 13 ottobre - Christine Nöstlinger, scrittrice e illustratrice austriaca († 2018)
- 13 ottobre - Billy White, calciatore inglese († 2000)
- 14 ottobre - Emma Danieli, attrice e annunciatrice televisiva italiana († 1998)
- 14 ottobre - Vittorio Franceschi, attore teatrale, regista e drammaturgo italiano
- 14 ottobre - Maria Pia Gardini, imprenditrice italiana († 2012)
- 14 ottobre - Hans Kraay, calciatore, allenatore di calcio e dirigente sportivo olandese († 2017)
- 14 ottobre - Richard Luce, barone Luce, politico inglese
- 14 ottobre - Halvor Malm, sciatore alpino e allenatore di sci alpino norvegese († 2022)
- 14 ottobre - Cynthia McLeod, scrittrice e storica olandese
- 14 ottobre - Carrie Nye, attrice statunitense († 2006)
- 14 ottobre - Carlo Pace, politico italiano († 2017)
- 14 ottobre - Gianni Rossi, calciatore e allenatore di calcio italiano († 2021)
- 14 ottobre - Jürg Schubiger, scrittore e psicologo svizzero († 2014)
- 14 ottobre - Fuyumi Shiraishi, attrice e doppiatrice giapponese († 2019)
- 14 ottobre - Dyanne Thorne, attrice e modella statunitense († 2020)
- 15 ottobre - Michel Aumont, attore francese († 2019)
- 15 ottobre - Leanid Hejštar, ex canoista sovietico
- 15 ottobre - Lev Muchin, pugile sovietico († 1977)
- 15 ottobre - Oleg Černikov, scacchista russo († 2015)
- 16 ottobre - Peter Bowles, attore britannico († 2022)
- 16 ottobre - Jørgen Christensen, calciatore danese († 2018)
- 16 ottobre - Irina Demick, attrice francese († 2004)
- 16 ottobre - Eril Homburg, cestista australiana († 2017)
- 16 ottobre - Mladen Koščak, calciatore jugoslavo († 1997)
- 16 ottobre - Akira Machida, giurista giapponese († 2015)
- 16 ottobre - Žarko Nikolić, calciatore jugoslavo († 2011)
- 16 ottobre - Roberto Poluzzi, ex calciatore italiano
- 16 ottobre - Domenico Tempio, giornalista, editorialista e arbitro di calcio italiano († 2022)
- 16 ottobre - Andrej Romanovič Čikatilo, serial killer sovietico († 1994)
- 17 ottobre - Hazem al-Beblawi, economista e politico egiziano
- 17 ottobre - Giovanni Battista Lanzani, giornalista italiano († 2013)
- 17 ottobre - Hiroo Kanamori, geofisico e sismologo giapponese
- 17 ottobre - Savva Jakovlevič Kuliš, regista sovietico († 2001)
- 17 ottobre - Santiago Navarro, cestista spagnolo († 1993)
- 17 ottobre - Renato Pelizzoni, ciclista su strada italiano († 2020)
- 17 ottobre - Learco Saporito, politico italiano († 2016)
- 17 ottobre - Klaus Schulze, ex pallanuotista tedesco orientale
- 17 ottobre - Jørn Sørensen, ex calciatore danese
- 17 ottobre - Imre Vizi, matematico e cestista rumeno († 2020)
- 17 ottobre - Peter Wespe, ex calciatore svizzero
- 18 ottobre - Gerrit Bals, calciatore olandese († 2016)
- 18 ottobre - Pier Luigi Cervellati, architetto e urbanista italiano
- 18 ottobre - Antonio Gridelli, calciatore e allenatore di calcio italiano († 2006)
- 18 ottobre - Joan Kelly Horn, politica statunitense
- 18 ottobre - Raf Mattioli, attore italiano († 1960)
- 18 ottobre - Franz Ningel, ex pattinatore artistico su ghiaccio tedesco
- 18 ottobre - Jaime Lucas Ortega y Alamino, cardinale e arcivescovo cattolico cubano († 2019)
- 18 ottobre - Odile Redon, storica francese († 2007)
- 19 ottobre - James Bevel, attivista statunitense († 2008)
- 19 ottobre - Sylvia Browne, sensitiva, saggista e insegnante statunitense († 2013)
- 19 ottobre - Angelo La Russa, politico italiano
- 19 ottobre - Tony Lo Bianco, attore statunitense († 2024)
- 19 ottobre - Aleida March, rivoluzionaria e politica cubana
- 19 ottobre - Dimitris Stefanakos, calciatore greco († 2021)
- 19 ottobre - Mario Volpe, artista colombiano († 2013)
- 20 ottobre - Valeria Fabrizi, attrice e cantante italiana
- 20 ottobre - Zhong Nanshan, medico e epidemiologo cinese
- 20 ottobre - Achille Serrao, poeta, scrittore e critico letterario italiano († 2012)
- 20 ottobre - Joanna Simon, mezzosoprano e giornalista statunitense († 2022)
- 21 ottobre - Ion Cernea, lottatore rumeno († 2025)
- 21 ottobre - Fantino Cocco, giornalista italiano († 2007)
- 21 ottobre - Simon Gray, drammaturgo, scrittore e sceneggiatore britannico († 2008)
- 21 ottobre - Božidar Stanišić, pallanuotista e allenatore di pallanuoto jugoslavo († 2014)
- 22 ottobre - John Blashford-Snell, ufficiale e esploratore britannico
- 22 ottobre - Umberto Castiglionesi, fantino italiano († 2017)
- 22 ottobre - Peter Cook, architetto inglese
- 22 ottobre - Luigi Giavini, storico e scrittore italiano
- 22 ottobre - Anton Schnyder, calciatore svizzero († 2023)
- 22 ottobre - Bobby Seale, attivista statunitense
- 22 ottobre - Domenico Serafino, ex arbitro di calcio italiano
- 23 ottobre - Andrzej Jasiński, pianista polacco
- 23 ottobre - Philip Kaufman, regista, sceneggiatore e produttore cinematografico statunitense
- 23 ottobre - Ralph Raico, storico statunitense († 2016)
- 23 ottobre - Lee Rose, allenatore di pallacanestro statunitense († 2022)
- 24 ottobre - Rafael Batista Hernández, ex calciatore spagnolo
- 24 ottobre - Pierre Gibert, presbitero francese († 2024)
- 24 ottobre - Rafael Hernández Colón, politico portoricano († 2019)
- 24 ottobre - S. William Hinzman, attore e direttore della fotografia statunitense († 2012)
- 24 ottobre - Bill Wyman, bassista britannico
- 25 ottobre - Burt Brinckerhoff, regista televisivo, attore e produttore televisivo statunitense
- 25 ottobre - Bruno Cirino, attore e regista teatrale italiano († 1981)
- 25 ottobre - Martin Gilbert, storico inglese († 2015)
- 25 ottobre - Carol Morris, modella statunitense
- 25 ottobre - Elena Mărgărit, ex ginnasta rumena
- 25 ottobre - Arnfinn Nesset, infermiere e serial killer norvegese
- 25 ottobre - Walter Nicodemi, ingegnere italiano († 2011)
- 25 ottobre - Masako Nozawa, doppiatrice, attrice e fumettista giapponese
- 26 ottobre - Ugo Cardea, attore italiano († 2021)
- 26 ottobre - Alfredo Dibona, fondista italiano († 2011)
- 26 ottobre - Peter Raymond Grant, biologo e zoologo inglese
- 26 ottobre - Etelka Kenéz Heka, poetessa, scrittrice e cantante ungherese († 2024)
- 26 ottobre - Shelley Morrison, attrice statunitense († 2019)
- 26 ottobre - Moshe Hillel Hirsch, rabbino statunitense
- 26 ottobre - György Pauk, violinista ungherese († 2024)
- 26 ottobre - Òscar Ribas Reig, politico andorrano († 2020)
- 27 ottobre - Conchita Bautista, cantante e attrice spagnola
- 27 ottobre - Jacques Berenguer, criminale francese († 1988)
- 27 ottobre - Dave Charlton, pilota di Formula 1 sudafricano († 2013)
- 27 ottobre - Neil Sheehan, giornalista e scrittore statunitense († 2021)
- 27 ottobre - Franco Velchi, scenografo italiano († 2007)
- 27 ottobre - Khawaja Zaka-ud-Din, hockeista su prato e allenatore di hockey su prato pakistano
- 27 ottobre - Nicolas Zourabichvili, compositore francese
- 27 ottobre - Helga von Brauchitsch, fotografa tedesca († 2023)
- 28 ottobre - Horst Antes, scultore tedesco
- 28 ottobre - Nino Castelnuovo, attore italiano († 2021)
- 28 ottobre - Charlie Daniels, compositore, violinista e chitarrista statunitense († 2020)
- 28 ottobre - Carl Davis, compositore e direttore d'orchestra statunitense († 2023)
- 28 ottobre - Salvo Di Matteo, saggista e storico italiano († 2017)
- 28 ottobre - Nemir Kirdar, banchiere e imprenditore iracheno († 2020)
- 28 ottobre - Carlo Alberto Lodi, tiratore a volo italiano († 2001)
- 28 ottobre - Walter Márquez, cestista uruguaiano († 2012)
- 28 ottobre - Paolo Rabitti, arcivescovo cattolico italiano
- 28 ottobre - Joe Spinell, attore statunitense († 1989)
- 28 ottobre - Masahiro Yoshimura, nuotatore giapponese († 2003)
- 29 ottobre - Eugenio Barba, regista teatrale italiano
- 29 ottobre - Pier Giacomo Grampa, vescovo cattolico italiano
- 29 ottobre - Gianni Grossi, calciatore italiano († 2012)
- 29 ottobre - Akiko Kojima, modella giapponese
- 29 ottobre - Bruno Randazzo, politico italiano († 2012)
- 29 ottobre - Frankie Zammit, ex calciatore maltese
- 30 ottobre - Polina Astachova, ginnasta sovietica († 2005)
- 30 ottobre - Mario Perani, politico italiano († 2023)
- 30 ottobre - Luciano Tovoli, direttore della fotografia italiano
- 30 ottobre - Jean Valmont, attore francese († 2014)
- 30 ottobre - Dick Vermeil, allenatore di football americano statunitense
- 31 ottobre - Michael Landon, attore, regista e produttore televisivo statunitense († 1991)
- 31 ottobre - Nicolás de Jesús López Rodríguez, cardinale e arcivescovo cattolico dominicano
- 31 ottobre - Gavriil Popov, politico russo